# Vườn quốc gia Cát Bà

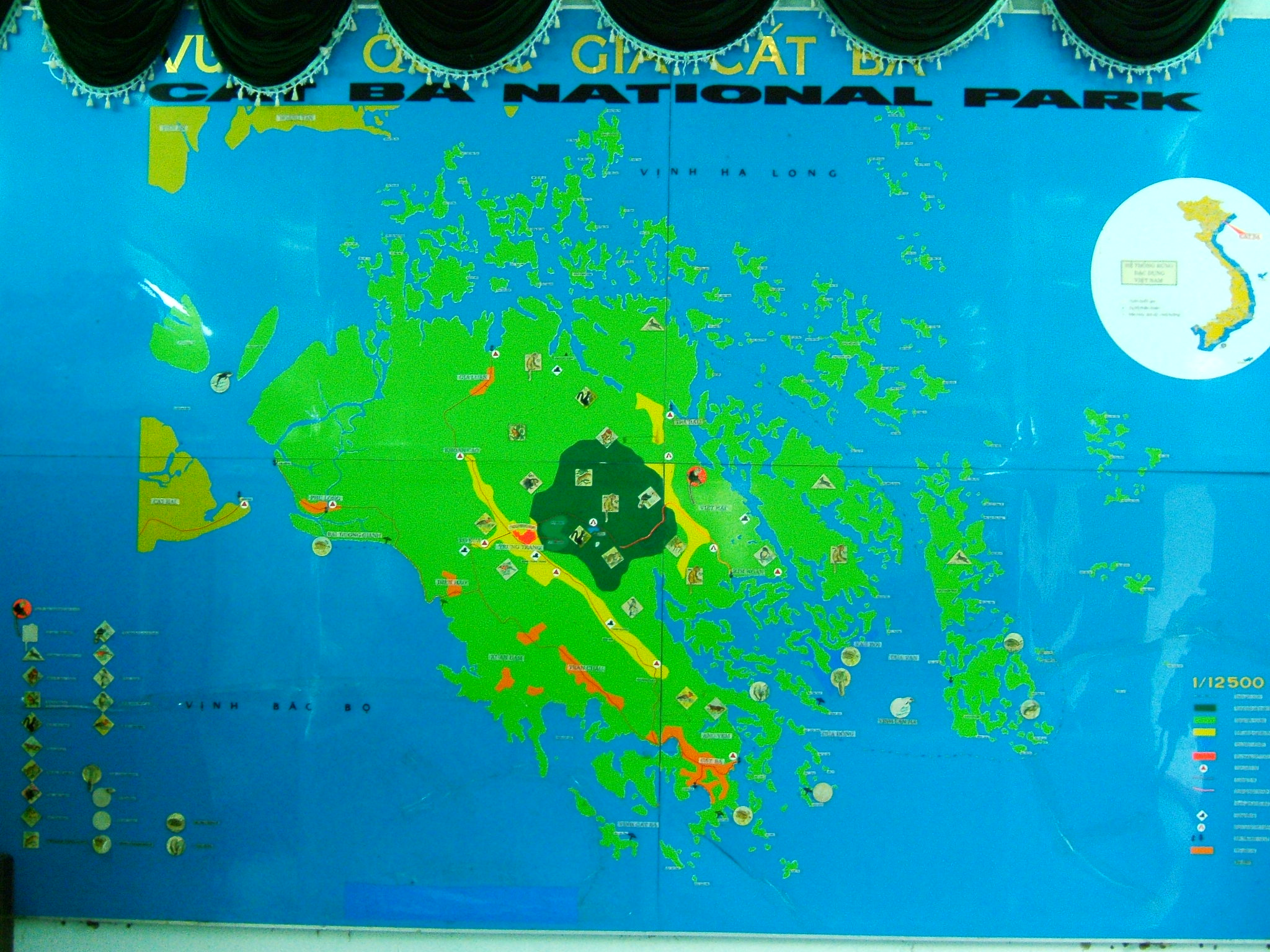
Bản đồ quần đảo Cát Bà, vùng rừng quốc gia Cát Bà được khoanh màu xanh đậm

Vườn quốc gia Cát Bà là khu rừng đặc dụng của Việt Nam, khu dự trữ sinh quyển thế giới. Vườn quốc gia Cát Bà trực thuộc Ủy ban nhân dân thành phố Hải Phòng quản lý, có trụ sở chính đóng trên địa bàn huyện Cát Hải, Hải Phòng.

## Lịch sử
Vườn Quốc gia (VQG) Cát Bà được thành lập theo Quyết định số 79/CP ngày 31/3/1986 của Chủ tịch Hội đồng Bộ trưởng (nay là Thủ tướng Chính phủ) với diện tích tự nhiên là khoảng 17.360 ha, thuộc địa phận hành chính của các xã sau: xã Gia Luận, xã Phù Long, xã Hiền Hào, xã Xuân Đám, xã Trân Châu, xã Việt Hải và thị trấn Cát Bà, bao bọc xung quanh các xã trên và VQG là sông, biển.

## Vị trí địa lý
VQG Cát Bà nằm trên hòn đảo lớn nhất của quần đảo, cách thành phố Hải Phòng 45 km về phía Đông, cách thành phố Hạ Long 25 km về phía Nam, và cách Hà Nội khoảng 150 km về phía Đông Nam. Cát Bà là cửa ngõ tiền tiêu của thành phố và là trung tâm về đa dạng sinh học, địa chất, cảnh quan thiên nhiên và cũng là trung tâm du lịch của thành phố, nằm trong khoảng tọa độ địa lý như sau:
Từ 20044’ đến 20052’ vĩ độ Bắc
Từ 106059’ đến 107006’ kinh độ Đông
- Phía Đông và Đông Bắc giáp vịnh Hạ Long được ngăn cách bởi lạch Ngăn và lạch Đầu xuôi của tỉnh Quảng Ninh.  - Phía Tây và Tây Nam là cửa sông Bạch Đằng, sông Cấm và biển Hải Phòng - Đồ Sơn.  - Phía Đông và Đông Nam giáp với vịnh Lan Hạ.

## Diện tích
Tổng diện tích tự nhiên của vườn là 17.362,96 ha. Trong đó có 10.912,51 ha là rừng núi và 6.450,65 ha là mặt nước biển.

## Điều kiện tự nhiên

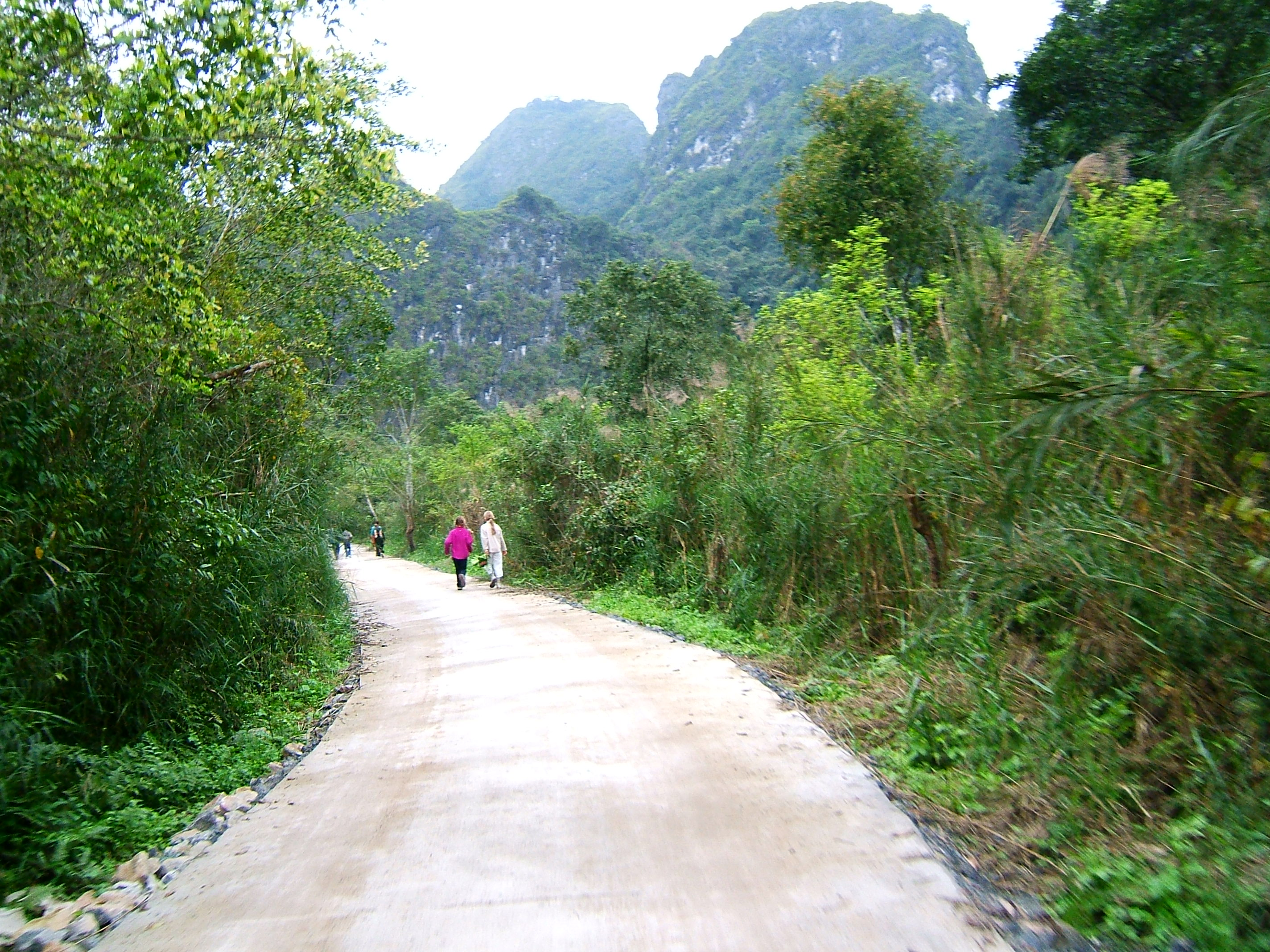
Đường vào khu vực rừng quốc gia Cát Bà

### Địa hình
Toàn bộ VQG Cát Bà gồm một vùng núi non hiểm trở có độ cao <500 m, trong đó đa phần là nằm trong khoảng 50–200 m. Đảo Cát Bà chủ yếu là núi đá vôi xen kẽ nhiều thung lũng hẹp chạy dài theo hướng Đông Bắc-Tây Nam.

### Địa chất
Đá mẹ chủ yếu của đảo là đá vôi.

### Đất đai
VQG Cát Bà gồm có 5 nhóm đất chính:
- Nhóm đất trên núi đá vôi: Đó là loại đất phong hóa màu nâu đỏ hoặc nâu vàng phát triển trên đá vôi và sa thạch, tầng đất >50 cm, pH = 6,5-7. Phân bố dưới tán rừng, rải rác trong vườn.
- Nhóm đất đồi feralit màu nâu vàng hoặc nâu nhạt phát triển trên sản phẩm đá vôi ít chua hay gần trung tính. Trong nhóm đất này còn có loại feralit màu trắng xám hay màu nâu vàng phát triển trên diệp thạch sét chua vùng đồi trọc, tầng đất mỏng, cấu tượng xấu, nhiều đá lẫn, đất khô dời rạc.
- Nhóm đất thung lũng cạn phát triển trên đá vôi hoặc sản phẩm đá vôi, tập trung ở các thung lũng, được rừng tự nhiên che phủ.
- Nhóm đất thung lũng ngập nước, phát triển chủ yếu do quá trình bồi tụ, mùa mưa thường ngập nước, tầng đất mặt trung bình hoặc mỏng.
- Nhóm đất bồi tụ ngập mặn do sản phẩm bồi tụ ở cửa sông, phát triển trên vùng ngập mặn ở Cái Viềng, Phù Long.

## Tài nguyên sinh vật

### Thực vật

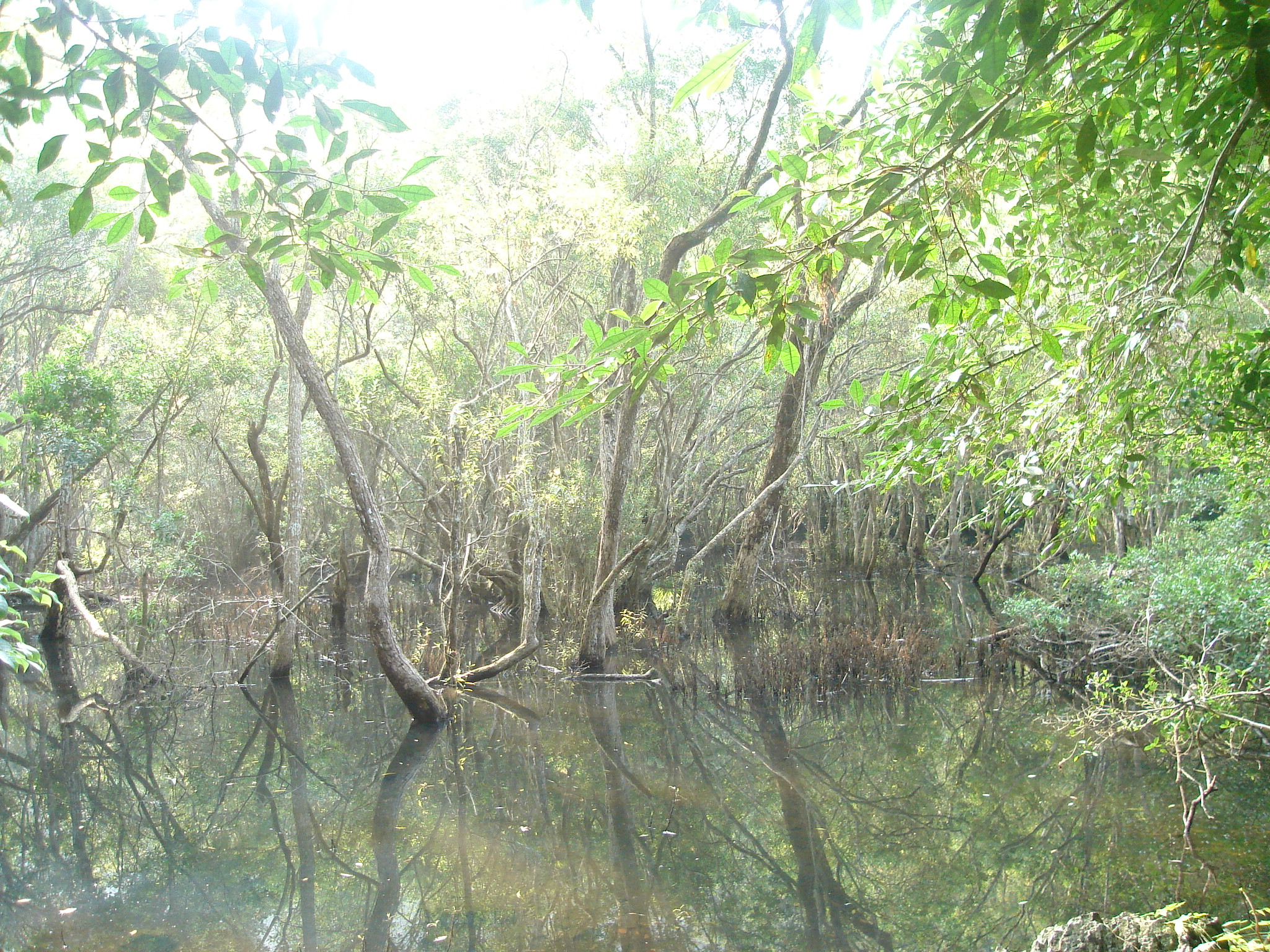
Đơn ưu cây Và nước tại khu vực ao ếch-phân khu bảo vệ nghiêm ngặt

Rừng ở đây có một kiểu chính là kiểu rừng mưa nhiệt đới thường xanh, nhưng do điều kiện địa hình, đất đai và chế độ nước nên ở đây có một số kiểu rừng phụ: rừng trên núi đá vôi, rừng ngập mặn ven đảo, rừng ngập nước ngọt trên núi. Rừng ở đây cũng có nhiều kiểu sinh thái rừng cá biệt như quần hợp Kim giao (tại khu vực gần đỉnh Ngự Lâm); đơn ưu Và nước (khu vực Ao Ếch).
Thành phần thực vật có 1585 loài thực vật rừng, nhiều loại cây gỗ quý như trai lý, lát hoa, lim xẹt, dẻ hoa, kim giao, gõ trắng, chò đãi, trên thế giới chỉ có ở dãy núi Himalaya, thực vật ngập mặn 30 loài, rong biển 102 loài, thực vật phù du 400 loài.

### Động vật
Mặc dù không phong phú bằng các hệ động vật trong các khu rừng đặc dụng trong đất liền, nhưng quần thể động vật trên đảo Cát Bà vẫn có đến 53 loài thú với 18 họ thuộc 8 bộ; 160 loài chim với 46 họ thuộc 16 bộ; 46 loài bò sát với 16 họ thuộc 2 bộ; 21 loài lưỡng cư với 5 họ thuộc 1 bộ.
Voọc cát bà (Voọc đầu vàng) là loài đặc hữu chỉ có ở Cát Bà. Giống như loài Vượn đen tuyền, riêng lông trên đầu có màu vàng trắng. Xưa kia đi thuyền ven đảo có thể thấy hàng đàn Voọc đu mình trên các vách đá. Loài này đã được đưa và sách Đỏ Việt Nam và danh lục Đỏ IUCN. Ngoài ra còn có Khỉ vàng, Chồn, Sơn Dương, Nhím, Mèo rừng, Kì đà, Trăn gấm, Rắn hổ mang…
Động vật biển: Theo số liệu điều tra của Viện Hải dương học tại Hải Phòng cho biết, hiện nay có 900 loài cá, 500 loài thân mềm, 400 loài giáp xác.  Một trong những loài quý hiếm của Cát Bà là Cá heo lớn và Cá heo bé. Ngoài ra hệ động vật đáy cũng vô cùng phong phú.
Thực vật
VQG Cát Bà nằm trong khu vực xen kẽ giữa đất núi đá vôi, với sự tác động tổng hợp, nhiều mặt của điều kiện tự nhiên khu vực hải đảo, cùng sự tác động của các điều kiện kinh tế - xã hội, nên các kiểu thảm thực vật rừng và các kiểu thảm nông nghiệp trong khu vực tương đối đa dạng.
Tiêu biểu nhất trong các kiểu thảm ở quần đảo Cát Bà là kiểu rừng kín thường xanh mưa ẩm trên núi đá vôi và kiểu thảm rừng cây ngập mặn ven biển, cửa sông. Ngoài ra, trong khu vực cũng đã xuất hiện một số kiểu thảm đặc thù và khá hiếm hoi đó là kiểu thảm cây ngập nước trên núi cao (loài cây hầu như chỉ phần bố ở miền Tây Nam Bộ).
Ngoài các kiểu thảm thực vật rừng, chiếm vai trò chủ đạo, còn có kiểu thảm cây nông nghiệp đất dân cư. Loại thảm này bao gồm: rừng trồng, cây nông nghiệp, cây ăn quả, cây lâu năm, nuôi trồng thủy sản và các khu dân cư.
Do điều kiện địa hình, địa chất, khí hậu, thủy văn…trong vùng đã hình thành nên một kiểu rừng kín lá rộng thường xanh mưa ẩm nhiệt đới trên quần đảo Cát Bà. Trước đây vài thập kỷ, rừng đã bao phủ phần lớn diện tích đất đai của đảo. Hiện nay, rừng tự nhiên đã bị tác động nhiều, làm biến đổi sâu sắc về mặt cấu trúc, tổ thành và tầng tán của rừng. Tuy nhiên, rừng Cát Bà vẫn được coi là một khu rừng độc đáo trên núi đá vôi của cả vùng biển Đông Bắc Việt Nam. Rừng Cát Bà còn nhiều cây gỗ quý như: Trai, Chò đãi, Lát hoa, Đinh, Gội nếp, Kim giao… và hơn 661 loài cây có khả năng làm thuốc.